# 永安 (北魏)
永安（えいあん）は、南北朝時代の北魏において、孝荘帝の治世に使用された元号。528年9月-530年10月。

## 西暦・干支との対照表
| 永安 | 元年  | 2年   | 3年   |
| 西暦 | 528年 | 529年 | 530年 |
| 干支 | 戊申  | 己酉  | 庚戌  |